# فوهر-آمروم
فوهر-آمروم (به آلمانی: Amt Föhr-Amrum) یک منطقهٔ مسکونی در آلمان است که در شلسویگ-هولشتاین واقع شده‌است. فوهر-آمروم  ۱۰٬۹۱۶ نفر جمعیت دارد.